# Polymorf
Polymorf (v anglickém originále Polymorph) je třetí epizoda třetí série (a celkově patnáctá) britského sci-fi sitcomu Červený trpaslík. Poprvé byla odvysílána 28. listopadu 1989 na kanálu BBC2.

## Námět
Na loď Červený trpaslík se dostane geneticky upravený tvor, polymorf, který dokáže měnit podobu dle libosti a živí se negativními emocemi. Posádka Trpaslíka pro něj představuje lákavý cíl.

## Děj
Na začátku epizody sledujeme neznámou bytost, která se dostane na palubu Červeného trpaslíka. Poté, co vypadne z ventilace, se tvor několikrát změní na různé předměty a nakonec jako se jako basketbalový míč odkutálí pryč.
Posádka mezitím tráví čas všelijak, Kryton uklízí a David Lister vaří šamanský kebab po ďábelsku pro dva. Jenže Kocour ho odmítne zkonzumovat, protože poslední žijící člověk k jeho přípravě použil laboratorní vybavení, jako skalpel, zkumavky nebo stříkačku pro umělé oplodnění krav. Mezitím si Rimmer pouští filmy z dětství, na kterých ho jeho bratři mučí. Sledování přeruší Holly, která jim oznámí, že se na palubě pravděpodobně nachází cizí forma života. A Listerovy ponožky to tentokrát nejsou. Lister zatím zkonzumoval svou část kebabu a teď se chystá na Kocourovu, když v tom kebab ožije, skočí mu na krk a začne ho škrtit. Je to tvor ze začátku epizody, který se následně změní na trenýrky, hada a nakonec do vetřelce připomínající stvoření. Vystrašenému Listerovi přicucne na hlavu chapadlo, vysunuté z tlamy a poté zmizí.
Podle Holly je tvor ze Země a vytvořil ho člověk, experiment se ale nepovedl. Jde o válečníka, který má dokonale splynout s prostředím, aby oklamal nepřítele, jenže tenhle je šílený. Živí se negativními emocemi tak, že je u své oběti nejprve vyvolá a pak je chapadlem vysaje. Rimmer navrhne dva plány, první chytit to a zabít, nebo druhý, utéct. Všichni jsou pro útěk, jenže je potřeba nejprve naložit Kosmika a polymorf někde venku číhá. Kryton a Kocour se ozbrojí bazukoidy. Ve skladu Rimmer chybně označí polymorfa a dvě střely, které vypálili Kryton a Kocour a měly polymorfa zabít, začnou nahánět Kocoura. Ten na ně vyzraje a uzavře je za bezpečnostními dveřmi, ale zároveň se tak oddělí od ostatních. Polymorf se změní na krásnou ženu, vyvolá u Kocoura marnivost a následně ji vysaje. Pak se změní na Rimmera, vyvolá u Krytona pocit provinění a vysaje ho také. Nakonec uteče na ošetřovnu, změní se na Rimmerovu matku a vyspí se Listerem. To u Rimmera vyvolá vztek a Polymorf ho opět vysaje.
Zdecimovaná posádka se vydá do skladiště polymorfa zabít. Než ale stačí cokoliv udělat, Lister otevře bezpečnostní dveře a dvě střely, které zde uvěznil Kocour, se na ně vyřítí. Všichni se sehnou a střely tak zasáhnou polymorfa, který stál za nimi a chystal se je dorazit.
EPILOG: Druhý polymorf, který byl o poznání méně inteligentní než ten první, se zabydlel v Listerově šuplíku na čisté trenýrky... kde zemřel o mnoho let později sešlostí věkem.

## Zajímavosti
- Designéři seriálu hledali po různých objektech vhodné interiéry, jež by mohly představovat útroby Červeného trpaslíka. Záběry mnohých koridorů pocházejí z padihamské elektrárny poblíž Burnley. Když se později natáčení seriálu přestěhovalo do Sheppertonu, byly tyto scény natáčeny v sunburské vodárně a banksideské elektrárně.[3]
- Poprvé a zatím naposledy v historii seriálu bylo před uvedením epizody odvysíláno varování pro slabší povahy. Někteří diváci to pochopili tak, že tento díl není vhodný pro děti. Ale jediná epizoda, jež byla označena jako do patnácti let nevhodná, byli Trosečníci, v nichž Lister vypráví o své ztrátě panictví ve dvanácti letech.[3]
- V původní verzi epizoda končila tak, že za skupinkou trpaslíkovců, kteří se vracejí dát se do pořádku, přichází další Lister, usměje se do kamery a změní se na dalšího polymorfa. Při zremasterování byl tento závěr odstraněn a nahrazen epilogem o druhém, méně inteligentním polymorfovi.[3]
- Hattie Hayridge vzpomínala na dva problémy během filmování. První byl, že se před posledním záběrem rozpadl model polymorfa, a druhý, že bílý králík, v něhož se polymorf metamorfoval, nechtěl dělat, co se mu řeklo. "Ten malý chlupatý králík odmítal sedět na místě," vzpomíná, "Bylo to vážně podivné, protože všichni byli mnohem víc nakrknutí kvůli králíkovi než ze zhroucení polymorfa."[3]

### Související článek
- Polymorf II - Emocuc